# 天水市博物馆
天水市博物馆，位于甘肃省天水市秦州区伏羲路110号伏羲庙，是天水市属综合性博物馆。

## 简介
1958年成立天水地区博物馆，1962年撤销，1979年11月复建。1985年9月，天水地区与天水市合并，天水地区博物馆更名为天水市博物馆。1986年正式开放，隶属天水市文化局。1986年，从天水城隍庙迁至天水伏羲庙。 2004年5月，全国重点文物保护单位胡氏古民居建筑南宅子交由天水市博物馆管理。2014年，成立天水市文物考古研究所。2017年，天水市博物馆被中国博物馆协会评为第三批国家一级博物馆。
天水市博物馆负责天水市文物征集、收藏、陈列、研究以及全国重点文物保护单位伏羲庙、胡氏古民居建筑的保护管理工作。天水市博物馆馆藏文物31909件，分为石器、陶器、瓷器、铜器、铁器、书画古籍、民俗文物、杂项、现代书画、古钱币等类别。藏品主要是天水出土文物，辅以天水周边地区出土文物。